# Karl von Buseck
Karl Philipp Wilhelm Freiherr von Buseck (* 7. Juni 1776 in Reichelsheim; † 25. September 1852 in Butzbach) war ein liberaler hessischer Politiker und ehemaliger Abgeordneter der 2. Kammer der Landstände des Großherzogtums Hessen.

## Familie
Karl von Buseck stammt aus dem Adelsgeschlecht von Buseck und war der Sohn des Obristenwachtmeisters und Kammerherren in Baden-Durlachschen Diensten Philipp Ludwig von Buseck (1735–1781) und dessen Frau Magdalena Charlotte Antonie Luise, geborene von Trillitz (1777–1800). Karl von Buseck, der evangelischer Konfession war, heiratete am 28. Februar 1799 in Gießen seine erste Ehefrau Sophie Margarethe Wilhelmine Christine, geborene Reichsfreiin von Senckenberg (1777–1800), einziges Kind von Renatus Karl von Senckenberg. In zweiter Ehe war er mit Albertine, geborene Freiin von Schorlemer zu Nieder-Hellinghausen (1791–1858), verheiratet. Karl von Buseck hatte 11 eheliche Kinder und ist der Stammvater der heute noch lebenden Mitglieder der Familie von Buseck. Sein ältester Sohn Carl von Buseck (1799–1870) war 1832 bis 1833 Landtagsabgeordneter.

## Ausbildung und Beruf
Karl von Buseck wurde 1796 Freikorporal im Regiment Chevaux-Légers und später Seconde-Leutnant. 1797 wurde er Capitaine III. Klasse. Er schied als Rittmeister à la suite aus dem Militärdienst aus.

## Politik
In der 1. und 2. Wahlperiode (1820–1824) war er Abgeordneter der zweiten Kammer der Landstände des Großherzogtums Hessen. In den Landständen vertrat er den Wahlbezirk Oberhessen9/Okarben-Vilbel. Er vertrat liberale Positionen.